# Lubań (gromada)
Lubań – dawna gromada, czyli najmniejsza jednostka podziału terytorialnego Polskiej Rzeczypospolitej Ludowej w latach 1954–1972.
Gromady, z gromadzkimi radami narodowymi (GRN) jako organami władzy najniższego stopnia na wsi, funkcjonowały od reformy reorganizującej administrację wiejską przeprowadzonej jesienią 1954 do momentu ich zniesienia z dniem 1 stycznia 1973, tym samym wypierając organizację gminną w latach 1954–1972.
Gromadę Lubań z siedzibą GRN w mieście Lubaniu (nie wchodzącym w skład gromady) utworzono 1 stycznia 1972 w powiecie lubańskim w woj. wrocławskim z obszarów zniesionych gromad: Pisarzowice i Uniegoszcz w tymże powiecie.
Gromada przetrwała do końca 1972 roku, zaledwie jeden rok, czyli do kolejnej reformy gminnej. 1 stycznia 1973 w powiecie lubańskim utworzono gminę Lubań.